# Јоргос Карангунис
Јоргос Карагунис (грч. Γιώργος Καραγκούνης; Пиргос, 6. март 1977) је бивши грчки фудбалер.

## Клупска каријера
Каријеру је почео у Панатинаикосу, али је 1996. отишао у Аполон Смирни. Потом се враћа у Панатинаикос где је део првог тима наредних пет година. У сезони 2000/01. у Лиги шампиона је био стартер на свих 12 мечева колико је Панатинаикос одиграо. Те сезоне је постигао незабораван гол против Манчестера на Олд Трафорду.
Лета 2003. прелази у милански Интер, са којим осваја куп Италије 2005. године, победом против Роме у финалу.
Године 2005. одлази из Интера и прелази у Бенфику, где је тек у другој сезони показао свој квалитет, под вођством тренера Фернанда Сантоса који га је знао још из доба кад је тренирао Панатинаикос. Лета 2007. поново се враћа у Панатинаикос. Септембра 2009. потписује нови уговор до 2012, и планира да тада заврши каријеру. Као капитен екипе осваја првенство и куп.

## Репрезентација
Карангунис је био капитен Грчке репрезентације до 21. године на ЕП 1998., с којом је дошао до финала где је победила Шпанија са 1:0. За сениорску репрезентацију је дебитовао 1999. против Салвадора.
Врхунац његове репрезентативне каријере је освајање Европског првенства 2004. Био је један од кључних играча, постигао је први гол на турниру против Португала у победи од 2:1. Касније је Карангунис учествовао и на Купу конфедерација 2005., и Европском првенству 2008.. Као капитен предводио је репрезентацију на Светском првенству 2010., где је Грчка испала у групној фази такмичења.
Свој 100. меч за репрезентацију је одиграо 8. октобра 2010. против Летоније.

## Трофеји
- Првенство Грчке : 2
  - 1995/96, 2009/10
- Куп Грчке : 1
  - 2009/10
- Куп Италије : 1
  - 2004/05
- Европско првенство : 1
  - 2004